# NGC 34
NGC 34 (również NGC 17 lub PGC 781) – galaktyka spiralna (S/P), znajdująca się w gwiazdozbiorze Wieloryba w odległości 250 milionów lat świetlnych. Została odkryta w 1886 roku przez Franka Mullera. W tym samym roku, 21 listopada, niezależnie odkrył ją Lewis A. Swift. Ponieważ pozycje podane przez odkrywców się różniły, John Dreyer sądził, że to dwa różne obiekty i skatalogował odkrycie Mullera jako NGC 17, a Swifta jako NGC 34.
Wygląd NGC 34 świadczy o tym, że powstała w wyniku połączenia dwóch galaktyk.